# Veritas Ipsa
 Veritas Ipsa  è una bolla di Paolo III del 2 giugno 1537. Essa è conosciuta anche col nome di Sublimis Deus (oppure, per esteso, Sublimis Deus sic dilexit humanum, et infra), o anche di Excelsus Deus.
Già nella lettera al Cardinale di Toledo (29 maggio 1537), Paolo III scomunica
(Paolo III)
In questa bolla il Pontefice condanna le tesi razziste, riconosce ai nativi americani e a tutte le altre genti, cristiani e non, la dignità di persona umana, vieta di ridurli in schiavitù e giudica nullo ogni contratto redatto in tal senso. Il Papa mette così fine alle numerose dispute tra teologi e università, soprattutto spagnole, circa l'umanità degl'indios d'America e sulla possibilità di ridurli in schiavitù. Il Papa tenendo conto della dottrina teologica e della documentazione a lui pervenuta volle porre fine alle dispute ed emanò il verdetto:
Queste le disposizioni principali assunte dal Pontefice:
(Paolo III, Veritas Ipsa)
Il divieto di ridurre gli indigeni in schiavitù sarà ripetuto da papa Gregorio XIV (Cum Sicuti, 1591), da papa Urbano VIII (Commissum Nobis, 1639), da papa Benedetto XIV (Immensa Pastorum, 1741), da Papa Pio VII (che chiese ai partecipanti al Congresso di Vienna del 1815 – in cui i paesi europei decisero come spartirsi il continente africano – di proibire il commercio degli schiavi), e da papa Gregorio XVI (In Supremo, 1839),  Leone XIII, (Epistola ai Vescovi del Brasile sulla schiavitù, 1888), Giovanni Paolo II, Messaggio agli indigeni del Continente americano, (1992).
La bolla ha fatto seguito al breve apostolico Altitudo divini consilii del 1º giugno 1537, in cui il papa raccomandava di non rendere troppo complicata la preparazione al battesimo per gli indigeni che ne facevano richiesta.